# Elsi Borg
Elsi Naemi Borg, född 3 oktober 1893 i Nastola, död 30 december 1958 i Helsingfors, var en finländsk arkitekt. 
Elsi Borg utexaminerades som arkitekt från Tekniska högskolan 1919 och gjorde sin karriär som självständig arkitektföretagare, kyrkoplanerare och försvarsministeriets arkitekt. Hon ritade Taulumäki kyrka i Jyväskylä, som var den första kyrkobyggnaden i Finland ritad av en kvinna. Taulumäki kyrka är byggd i 1920-talets klassicism och är en av stilens mest uppmärksammade byggnader i landet. 
Borg var gift med konstnären Anton Lindforss. Också hennes bror Kaarlo Borg (1888–1939) var arkitekt.

## Verk
- Taulumäki kyrka, Jyväskylä (1928–1929)
- Militärsjukhuset, Viborg (med Olavi Sortta, 1929–1932)
- Simpele kyrka, Rautjärvi (med Elsa Arokallio, 1933)
- Barnets borg, barnsjukhus i Helsingfors (1948)